# Eohaustorius barnardi
Eohaustorius barnardi är en kräftdjursart som beskrevs av Edward Lloyd Bousfield och P. M. Hoover 1995. Eohaustorius barnardi ingår i släktet Eohaustorius och familjen Haustoriidae. Inga underarter finns listade i Catalogue of Life.